# Phare d'Ortona
Le phare d'Ortona (en italien : Faro di Ortona) est un phare situé à Ortona, dans la région des Abruzzes en Italie. Il est géré par la Marina Militare.

## Histoire
Le phare, mis en service en 1937, se trouve au départ du mole nord d'Ortona. Relié au réseau électrique il est entièrement automatisé.

## Description
Le phare  est une tour octogonale en béton de 24 m de haut, avec galerie et lanterne, surmontant une maison de gardien de deux étages. Le phare est peint en blanc avec des bandes horizontales noires et le dôme de la lanterne est gris métallique. Il émet, à une hauteur focale de 23 m, deux éclats blancs toutes les 6 secondes. Sa portée est de 15 milles nautiques (environ 28 km) pour le feu principal et 11 milles nautiques (environ 20 km) pour le feu de veille.
Identifiant : ARLHS : ITA-108 ; EF-3864 - Amirauté : E2312 - NGA : 11128 .

## Caractéristiques dufeu maritime
Fréquence : 6 s (W-W)
- Lumière : 1 seconde
- Obscurité : 1 seconde
- Lumière : 1 seconde
- Obscurité : 3 secondes

### Lien connexe
- Liste des phares de l'Italie